# Пам'ятник Достоєвському (Москва, РДБ)
Пам'ятник Достоєвському біля Російської державної бібліотеки в Москві (рос. Памятник Достоевскому) — бронзова скульптура присвячена російському письменнику, мислителю, філософу та публіцисту Ф. М. Достоєвському. Монумент встановлений на честь 175-ї річниці від дня народження письменника і 850-річчя Москви. Розташовується перед будівлею Російської державної бібліотеки, за адресою вулиця Воздвиженка, будинок 3/5, будова 1. Відкритий 10 жовтня 1997 року.  

## Загальна інформація та опис

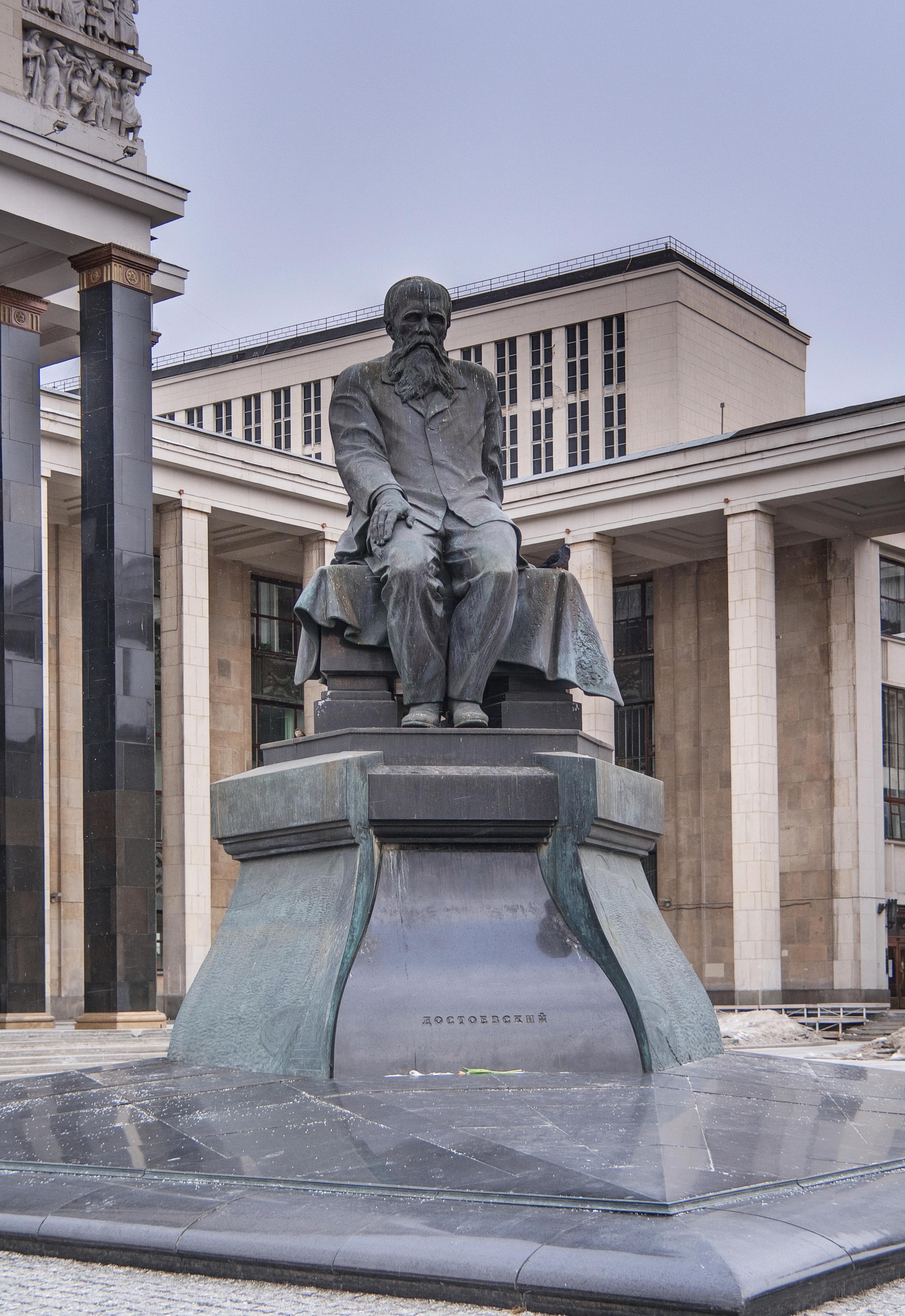
Пам'ятник Достоєвському, ракурс

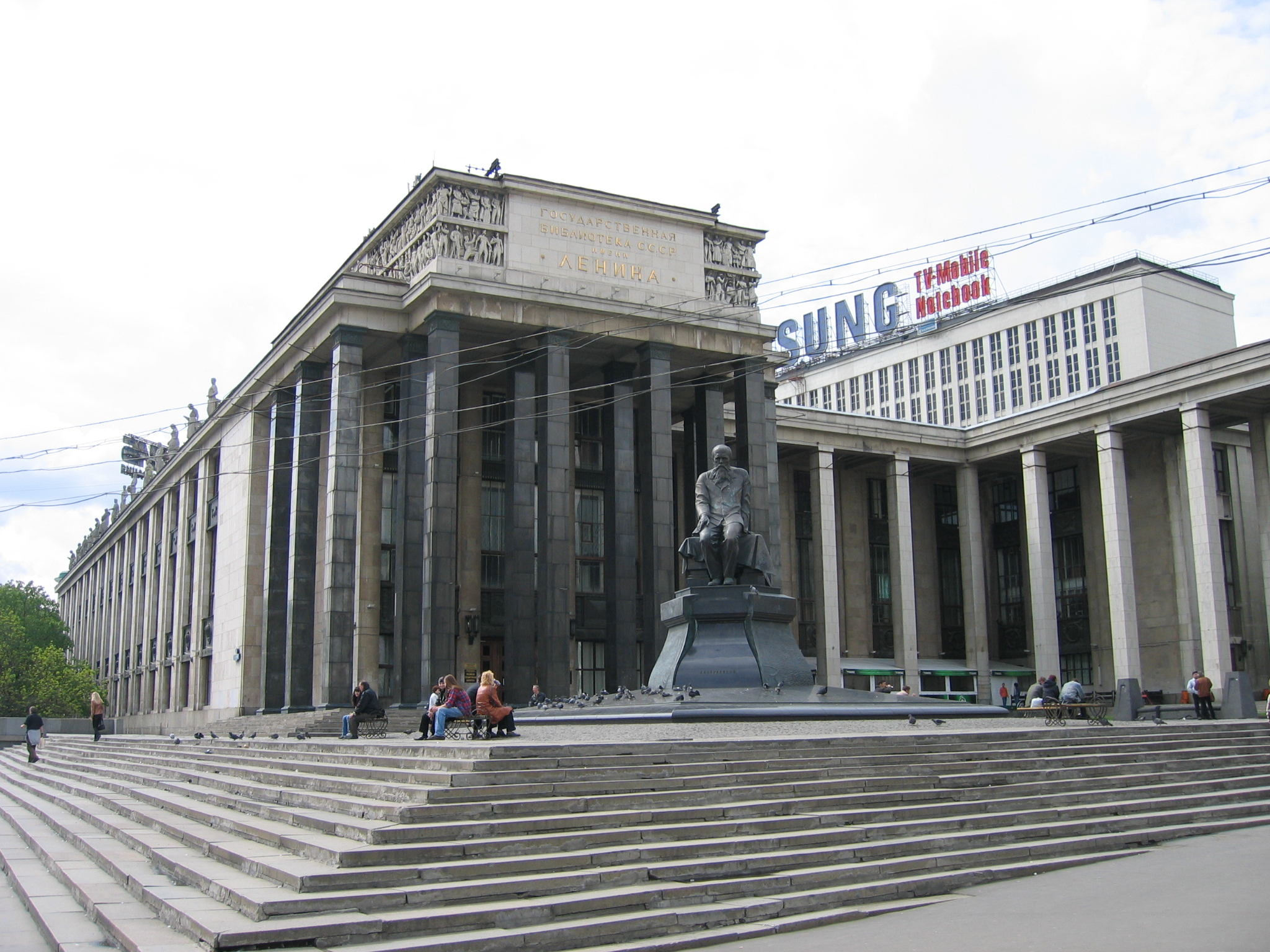
Пам'ятник Достоєвському, ракурс

Автори пам'ятника — скульптор Олександр Рукавишников і архітектори Михайло Посохін, Олександр Кочековський, Сергій Шаров.
Бронзова скульптура зображує літератора, який сидить на лаві у дещо незручній позі, спираючись на трохи відведену назад праву руку. Він про щось задумався, його поза незручна, у виразі обличчя можна вловити відчуття безвиході і смутку. Фігура письменника відлита з бронзи, статуя поміщена на гранітний постамент нестандартної форми. На його передній частині викарбуваний напис: «Достоєвський», на задній — барельєф набережної р. Неви в Санкт-Петербурзі.